# ジャベル・ルズバハニ
ジャベル・ルズバハニ（Jaber Rouzbahani）ことジャベル・ダッレシャイ・ルズバハニ（Jaber Darreshai Rouzbahani、1986年5月10日 - ）は、イランのプロバスケットボール選手。イラン男子プロバスケットボールリーグ1部スーパーリーグのゾブ・アハン・エスファハーンBCに所属している。エスファハーン州エスファハーン出身。ポジションはセンター。224cm、120kg。

## 来歴
エスファハーンBCに所属。
A代表にて2003年アジア選手権で17歳ながら出場し、準々決勝進出。
年代別代表として2006年のアジアジュニア（U-18）とヤングメン（U-20）の両方の大会に出場し優勝。
2007年アジア選手権では優勝の原動力となった。
2004年のNBAドラフトにもエントリーされている。